# FC Basel
Der FC Basel 1893 (kurz: FC Basel oder FCB) ist ein Schweizer Fussballverein aus der Stadt Basel. Er ist Mitglied des Schweizerischen Fussballverbands (SFV).
Der Verein spielt in der Super League, der höchsten Schweizer Liga. Als erster Schweizer Fussballverein erzielte der FC Basel 2014 einen Umsatz von mehr als 100 Millionen Schweizer Franken. Die zweite Mannschaft (U21) spielt in der Promotion League. Mit aktuell (2025) 21 Meistertiteln – alleine 12 davon von 2002 bis 2017 – ist der FC Basel nach GC Zürich der zweiterfolgreichste Club in der Geschichte des Schweizer Fussballs. Auch international wurde der FC Basel bekannt, indem er namhafte Gegner wie Celtic Glasgow, den FC Liverpool oder Manchester United aus der Gruppenphase der Champions League warf oder in der Europa League den Halbfinal erreichte.

## Geschichte

### Gründung
Der von den Fans sogenannte «Eff Cee Bee» wurde am 15. November 1893 gegründet, nachdem drei Tage zuvor per Zeitungsinserat in der Basler National-Zeitung zur Gründung eines Fussballclubs aufgerufen worden war.

«Behufs Gründung eines Footballclubs sind sämtliche Freunde dieses Sports eingeladen, nächsten Mittwoch abends 8:15 Uhr im oberen Saale der Schuhmachern-Zunft zu einer Besprechung zusammenzukommen.»

An jenem Tag trafen sich elf interessierte Leser im Basler Lokal der Zunft zu Schuhmachern, darunter Mitglieder des Basler Ruder-Clubs, Akademiker und ein Sportjournalist (der die Fussballregeln aus dem Englischen übersetzte), und beschlossen die Gründung des FC Basel. Vom Ruder-Club wurden die Vereinsfarben Rot-Blau übernommen; diese lassen sich über die 1888 mit dem Ruder-Club fusionierte BRG Rhenania bis zu den gleichnamigen Studentenverbindungen (blau-weiss-rot) aus dem frühen 19. Jahrhundert zurückverfolgen. Schon elf Tage später kam es zu einem ersten Spiel des Vereins auf dem frisch eingerichteten Sportplatz Landhof.

### Zeit um die Jahrhundertwende

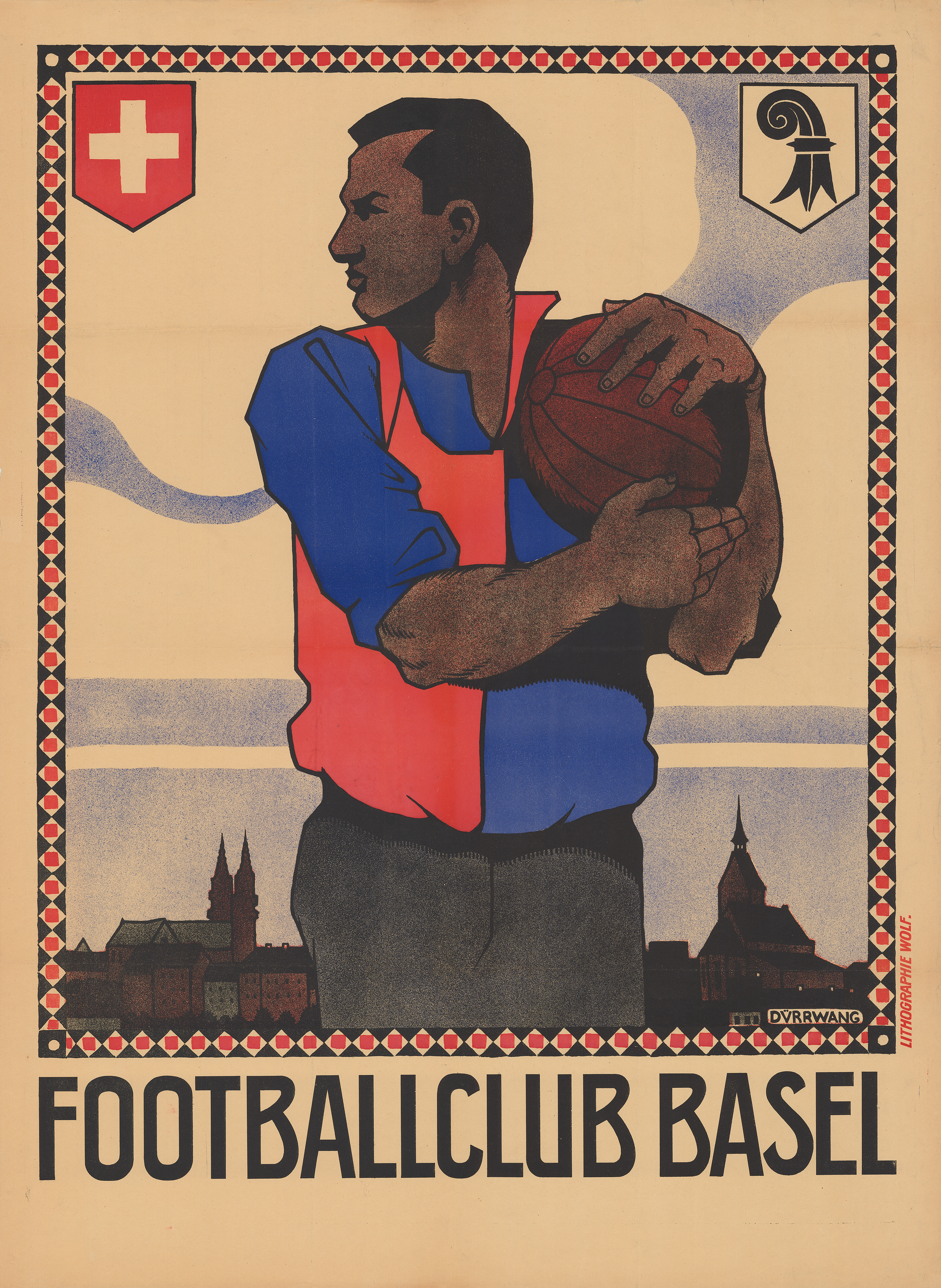
Von Rudolf Dürrwang gestaltetes Plakat für den FC Basel (um 1910)

1895 wurde die «Schweizerische Football-Association» gegründet, allerdings noch ohne den FC Basel. Zwei Jahre später hatte der FCB schon 100 Mitglieder. In der Saison 1897/98 wurde erstmals die Schweizer Meisterschaft ausgespielt, auch damals noch ohne Basler Beteiligung.
In der Saison 1898/99 nahm der FCB erstmals an einer Meisterschaft teil. Die sogenannte Serie A, die höchste Schweizer Klasse, wurde in drei regionalen Gruppen ausgespielt, wobei sich der jeweilige Sieger der Gruppe für die Finalspiele qualifizierte. Basel schied in zwei Spielen gegen die Old Boys Basel aus. Meister 1899 wurde der Anglo-American Club Zürich. 1900 wurde der FCB mit 111 Mitgliedern hinter den Grasshoppers Zürich zweitgrösster Verein in der Schweiz. 1902/03 feierte der Club sein Jubiläum zum 10-jährigen Bestehen. In der Meisterschaft, in der «Gruppe Zentral», belegte man den dritten Platz, der wiederum nicht für die Finalspiele ausreichte. Meister wurden die Young Boys Bern.
Schon ein Jahr später stellte der FCB die ersten Nationalspieler, darunter den Torhüter.
1906/07 gewann der Verein erstmals die Gruppenmeisterschaft der Serie A. Die anschliessenden Finalspiele gegen den späteren Meister Servette FC (1:5) und gegen die Young Fellows Zürich (2:3) wurden dann verloren. 1912/13 verpflichtete die Vereinsführung mit dem Engländer Percy Humphreys den ersten Trainer der Vereinsgeschichte.

### Zeit während des Ersten Weltkrieges
Trotz Ausbruchs des Ersten Weltkrieges ruhte die Schweizer Fussballmeisterschaft nicht, und Basel erreichte 1913/14 den zweiten Platz in der «Serie A Zentralschweiz». Jedoch konnte schon ein Jahr später, 1915, nur noch ein reduzierter Spielbetrieb stattfinden, da von 8'500 aktiven Schweizer Fussballern 5'800 für den Militärdienst bereitgestellt werden mussten. Der FCB erreichte schliesslich den dritten Rang in der «Serie A Zentralschweiz». Gegen Ende des Krieges 1918 bestand zudem das Problem, dass viele Fussballfelder in Kartoffeläcker umgewandelt wurden. Der FCB erreichte den zweiten Platz in der Regionalgruppe und schaffte es somit nicht in die Finalrunde.

### Entwicklung ab 1920
In der Saison 1919/20 wurden mit einem Spieler aus Ungarn und dem Österreicher Gustav Putzendopler (der in der Saison 1930/31 Basels Trainer werden sollte) die ersten Ausländer verpflichtet. Ein Jahr später wurde mit dem 7. Platz nur knapp der Abstieg vermieden. Daraufhin wurde ein neuer Trainer, der Deutsche Max Breunig, engagiert, der erst zweite Trainer in der nunmehr 30-jährigen Vereinsgeschichte. 1924 wurde der Stadtrivale FC Nordstern Basel Gruppensieger der «Serie A Zentral», während der FCB nur den 3. Rang belegte. Meister wurde der FC Zürich. 1925 kam es im Landhof zu einem Spiel gegen Nacional Montevideo (2:5), wobei der Spielball aus einem Flugzeug abgeworfen wurde.
1929/30 erreichte man unter dem ungarischen Trainer Julius Kertesz den Gruppensieg in der «Gruppe Zentralschweiz». In der Finalrunde wurde dann – trotz eines Sieges gegen FC Biel-Bienne – der letzte Platz belegt. 1933 gewann der FCB den Schweizer Cup durch einen 4:3-Sieg gegen Grasshoppers Zürich. 1939 landete der FC Basel auf dem letzten Rang aller zwölf Teams und musste somit in die 1. Liga, die zweithöchste Klasse (heute Challenge League), absteigen.

### Zeit während und nach dem Zweiten Weltkrieg
Auch während des Zweiten Weltkrieges wurden die Meisterschaften ausgespielt. 1942 gelang Basel der Wiederaufstieg in die Serie A. Nach einem nochmaligen Abstieg in der Saison 1944/45 erreichte man ein Jahr später wieder den Aufstieg, um 1947 zum zweiten Mal den Schweizer Cup zu gewinnen. Ab 1949 wurde das Landhofstadion umgebaut, so dass auf die Schützenmatte, das Vereinsgelände der Old Boys Basel, ausgewichen werden musste. 1950 wurde der FCB Vizemeister hinter dem Servette FC. Zur Fertigstellung des umgebauten Stadions wurde ein internationales Turnier organisiert.

### 1953: 1. Meisterschaft
1953 wurde die 1. Meisterschaft in der Vereinsgeschichte gewonnen. Nach nur einer Niederlage aus 26 Spielen hatte man unter Spielertrainer René Bader vier Punkte Vorsprung vor den Young Boys Bern. Diesen Erfolg konnte der Verein in den folgenden Jahren nicht mehr wiederholen, vielmehr erreichte man fast durchwegs nur Platzierungen im Mittelfeld.

### 1963: Überraschungscupsieg
In der Saison 1962/63 schaffte der FC Basel, von Georges Sobotka trainiert, den Einzug in den Schweizer Cupfinal gegen den Grasshopper Club Zürich und gewann das Spiel überraschenderweise mit 2:0. Ab dieser Saison begann die Karriere von Karl Odermatt. Weitere Mannschaftsspieler waren Kurt Stettler (Torhüter), Peter Füri, Carlo Porlezza, Otto Ludwig und Hans Weber.
Nur etwas mehr als ein Jahr später, am 26. Dezember 1964, bestritt der FCB den Cup-Viertelfinal, wiederum gegen die Grasshoppers. Es war dies der letzte Match von Hans Weber, nur sieben Wochen später starb der populäre FCB-Captain jener Jahre an Krebs.

### Erfolge in der Ära Benthaus und Fall in die NLB

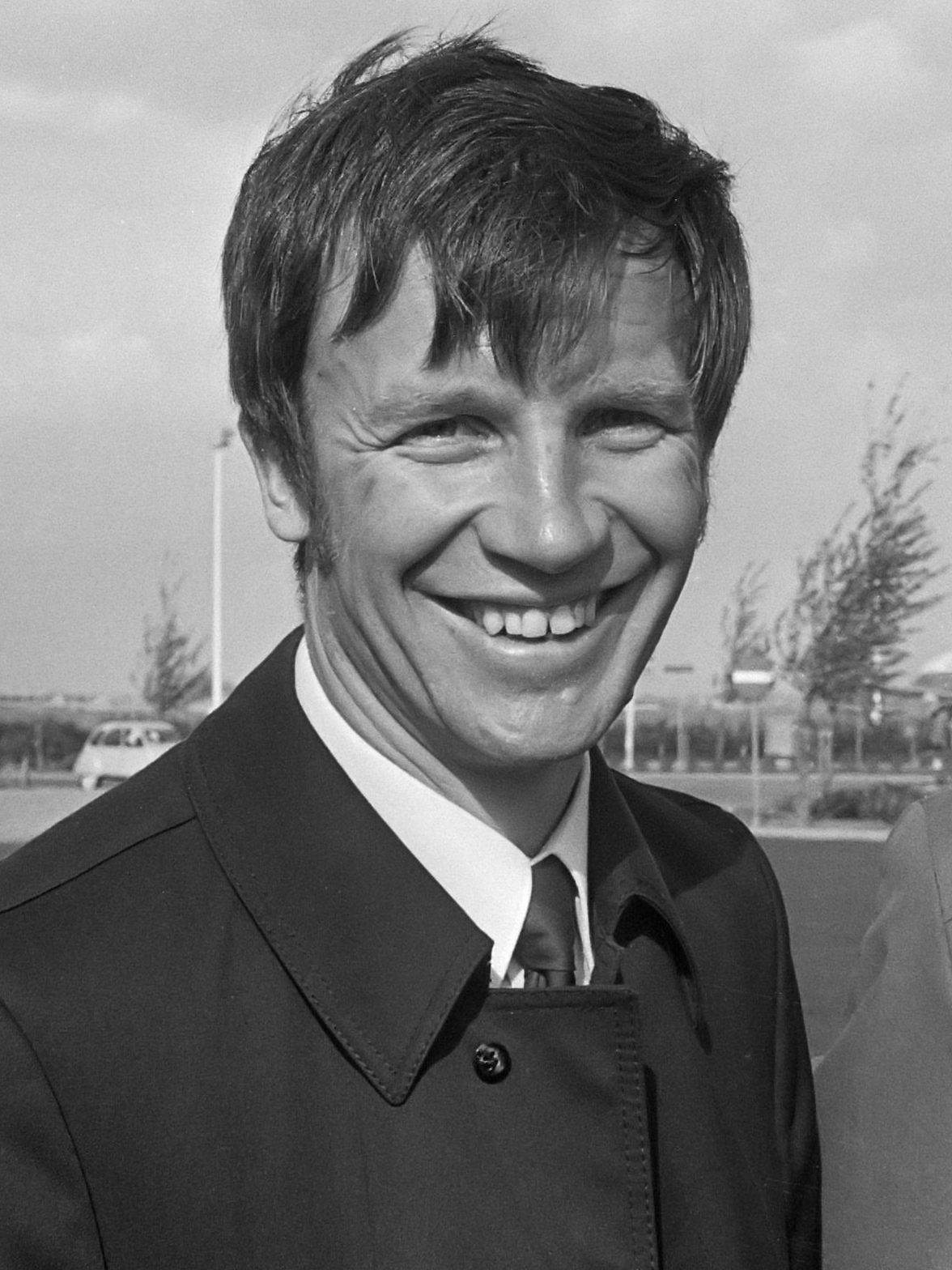
Helmut Benthaus, Spielertrainer 1965–1971, Trainer 1971–1982 und 1985–1987, prägte mit sieben Meistertiteln den Aufstieg des Vereins

1965 wurde der deutsche Spieler Helmut Benthaus vom 1. FC Köln geholt. Diese Verpflichtung sollte die lange erfolgreichste Zeit in der Geschichte des Clubs herbeiführen und wird heute als «Ära Benthaus» bezeichnet. Zusammen mit Jürgen Sundermann und Karl Odermatt bildete er nicht nur ein legendäres Mittelfeld, sondern trainierte schliesslich als Spielertrainer bzw. ab 1971 ausschliesslich als Trainer die Mannschaft. Dabei gelang es ihm, insgesamt sieben Meistertitel und zwei Cupsiege zu holen. Unter Benthaus spielte auch Ottmar Hitzfeld, mit dem man 1972 und 1973 die Meisterschaft gewann. Zur Saison 1973/1974 wurde der Peruaner Teófilo Cubillas, der damals als Superstar galt, verpflichtet. Mit ihm zusammen gelang der Einzug in den Viertelfinal des Landesmeister-Cups.
Nachdem 1980 zum achten Mal in der Vereinsgeschichte – zum siebten Mal unter Benthaus – die Meisterschaft gewonnen wurde, ging Benthaus, der nebenbei noch an der Universität Basel dozierte, 1982 zum VfB Stuttgart. Die folgenden Jahre verliefen dann für den Club weitgehend erfolglos. 1985 kehrte Benthaus nochmals zurück, konnte aber nicht mehr an seine früheren Erfolge anknüpfen und wurde 1987 durch Urs Siegenthaler ersetzt. 1988 musste der FCB sogar aus der Nationalliga A absteigen. 1992, im 100-jährigen Jubiläum, trainierte Friedel Rausch den Verein in der Nationalliga B.
Erst 1994 erfolgte der Wiederaufstieg ins Oberhaus. 1997/98 wurde, trotz Transfers von Spielern aus der Fussball-Bundesliga – u. a. Maurizio Gaudino, Oliver Kreuzer (der später zwischen 2002 und 2005 für den Verein als Manager fungierte) und einigen Monaten (Juli–Oktober 1997) unter dem Trainer Jörg Berger –, der Abstieg nur knapp vermieden.

### Erfolge in der Ära Gross
Am 1. Juli 1999 wurde Christian Gross verpflichtet, der zuvor Trainer bei Tottenham Hotspur war. Unter Gisela «Gigi» Oeri, die als Mäzenin und Gattin des Roche-Erben Andreas Oeri Millionen von Franken in den Verein investierte, und unter dem Präsidenten René C. Jäggi kam der grosse Erfolg ins 2001 neu eröffnete Stadion «St. Jakob-Park» zurück: Als erster Schweizer Verein erreichte der FC Basel den Final des UI-Cups (Niederlage gegen Aston Villa). Schliesslich gelang nach 22 Jahren wieder der Gewinn der Schweizer Meisterschaft 2002 und gleichzeitig das Double mit dem Cupsieg.
Im Anschluss gelang dem FCB als zweiter Schweizer Fussballmannschaft die Qualifikation zur Champions League. Dort stiess er bis in die Zwischenrunde (letzte 16) vor und erreichte nur aufgrund der schlechteren Tordifferenz nicht den Viertelfinal.
2004 holte der FC Basel unter Christian Gross den 10. Meistertitel bereits vier Runden vor Schluss. In 36 Runden verlor er nur drei Spiele.
In der Saison 2004/05 gewann Basel die Schweizer Meisterschaft in der drittletzten Runde. Nach der Winterpause blieb der nun elfmalige Schweizer Meister ununterbrochen auf Platz eins der Tabelle. Ausschlaggebend für den Gewinn der Meisterschaft war die Heimstärke, das Team von Christian Gross verlor kein Spiel zu Hause und war seit dem 1. Dezember 2002 (1:2 gegen GC) im eigenen Stadion bis zum 13. Mai 2006 ungeschlagen.

#### Schande von Basel
In der Saison 2005/06 kam es am letzten Spieltag in Basel zu erheblichen Ausschreitungen, die als Schande von Basel betitelt werden. Der FC Basel hatte sich bereits früh in der Saison an die Spitze gesetzt und ab der sechsten Runde ununterbrochen den ersten Platz belegt. Am letzten Spieltag kam es in Basel zum direkten Aufeinandertreffen mit dem drei Punkte dahinterliegenden FC Zürich, der sich bis Platz zwei hochgearbeitet hatte. Dabei setzte sich der FC Zürich durch einen Sieg in der 93. Minute durch und gewann so noch in den letzten Sekunden die Meisterschaft. Nur aufgrund der schlechteren Tordifferenz verlor Basel den schon sicher geglaubten Titel. Kurz nach dem Abpfiff eskalierte die Stimmung, als einige Zuschauer auf das Spielfeld stürmten und bengalisches Feuer in die Menge und die Tribünen warfen. Dabei wurden die Hooligans auch gegen Spieler handgreiflich. Erst durch den polizeilichen Einsatz von Wasserwerfern und Tränengas, auch ausserhalb des Stadions, konnte die Situation beruhigt werden. Als Sanktion wurde dem FC Basel von der Disziplinarkommission der höchsten Schweizer Spielklasse eine Stadionsperre von zwei Spielen sowie eine Strafe von 80'000 Franken auferlegt. Auch der FC Zürich, dessen Fans ebenfalls randalierten, wurde mit einer Geldstrafe belegt.
Zuvor, im März 2006, schied der Verein im Viertelfinal des UEFA-Cups gegen den FC Middlesbrough aus.
Auch die Meisterschaft der Saison 2006/07 wurde erst am letzten Spieltag entschieden, und wieder war es der FC Zürich, der mit dem FC Basel um die Meisterschaft spielte. Trotz einer Aufholjagd auf den Tabellenführer FC Zürich in der Rückrunde wurde der FC Zürich mit einem Punkt Vorsprung Meister. Viele Fans des FC Basel fühlten sich um den Meistertitel «betrogen», da der FC Zürich in der 25. der insgesamt 36 Spielrunden ein eigentlich Unentschieden ausgegangenes Spiel gegen den FC St. Gallen nachträglich forfait (Fall Muntwiler) gewonnen hatte.
Im Mai 2006 wurde Gisela Oeri Präsidentin des Vereines. Sie war die erste Präsidentin eines schweizerischen Profi-Fussballclubs.

#### 2007/08: 12. Meistertitel
Nachdem der FCB in den letzten beiden Saisons ganz knapp nur Zweiter in der Meisterschaft geworden war, holte er sich in der Saison 2007/08 am 10. Mai 2008 im heimischen St. Jakob-Stadion vor 38'015 Zuschauern (Stadionrekord) seinen 12. Meistertitel. Wie in den beiden Jahren zuvor entschied sich die Meisterschaft erst im letzten Spiel und wie 2006 in einer Finalissima (dieses Mal gegen die Young Boys). In der gleichen Saison gewann der FCB zudem – ebenfalls im St. Jakob-Stadion – gegen die AC Bellinzona den Schweizer Cup. Damit sicherte er sich nach 2002 erneut das Double (Cupsieg und Meisterschaft).
Im Herbst 2008 zog der FCB erneut in die Champions League ein. Zwar erreichte er gegen den späteren Champions-League-Sieger FC Barcelona im Camp Nou ein Unentschieden, da er die übrigen Spiele aber verlor, schied er als Letzter der Gruppe aus. Auch das Frühjahr 2009 geriet nicht nach Wunsch, sowohl die Verteidigung des Cups (Out im Halbfinal) wie des Meistertitels wurden verpasst. Da der FCB dadurch keines seiner Saisonziele erreichte, trennte sich der Verein zum Saisonende nach zehn Jahren von seinem Trainer Christian Gross.

### 2009 bis 2017: Meistertitel in Serie und internationale Erfolge
Am 9. Juni 2009 wurde in Basel Thorsten Fink als neuer Trainer der A-Mannschaft vorgestellt. Als prominentester Neuzugang konnte der gebürtige Basler Alexander Frei von Borussia Dortmund verpflichtet werden. Am 9. Mai 2010 gewann der FC Basel im Final des Schweizer Fussball-Cups 6:0 gegen FC Lausanne-Sport und errang somit den 10. Cupsieg in der Vereinsgeschichte. Am letzten Spieltag sicherte sich der FCB zudem den 13. Meistertitel der Vereinsgeschichte. Die Mannschaft stellte dabei mit 90 erzielten Ligatreffern in 36 Spielen einen neuen Schweizer Rekord auf.
Am 24. August 2010 qualifizierte sich der FC Basel zum dritten Mal in der Vereinsgeschichte für die UEFA Champions League. Die Mannschaft scheiterte in der Gruppenphase an Bayern München und der AS Roma, qualifizierte sich aber für die UEFA Europa League, wo man im Sechzehntelfinal gegen Spartak Moskau verlor (Hinspiel in Basel 2:3 und Rückspiel 1:1).
Am 25. Mai 2011 feierte der Verein seinen 14. Meistertitel, der auch zum direkten Einzug in die Gruppenphase der UEFA Champions League Saison 2011/12 berechtigte. Im August 2011 gab Präsidentin Gisela Oeri ihren Rücktritt zum Jahresende 2011 bekannt. Am 13. Oktober 2011 löste Thorsten Fink seinen Vertrag mit dem FC Basel im gegenseitigen Einvernehmen und gegen Zahlung einer Ablösesumme durch den Hamburger SV auf. Das Amt des Trainers übernahm interimistisch der bisherige Assistenztrainer Heiko Vogel.
Am 12. Dezember 2011 wurde Heiko Vogel zum neuen Cheftrainer ernannt. Im Januar 2012 wurde Gisela Oeri von Bernhard Heusler als Präsident des FC Basel abgelöst.
Unter Heiko Vogel qualifizierte sich der FC Basel für den Achtelfinal der UEFA Champions League 2011/12 – wobei er den Vorjahresfinalisten Manchester United in der Gruppenphase aus dem Wettbewerb verdrängte –, verlor dort aber aufgrund der Tordifferenz gegen den FC Bayern München. Das Heimspiel wurde zwar 1:0 gewonnen, doch unterlag Basel in München deutlich mit 0:7. In der Meisterschaft setzte der FC Basel die am 28. August 2011 begonnene Serie der Ungeschlagenheit bis zum 12. Mai 2012 fort. Mit insgesamt 26 Ligaspielen ohne Niederlage ist dies die längste Serie in der Geschichte des Schweizer Fussballs (zusammen mit GC 1981/1982). Der FC Basel sicherte sich dadurch auch vorzeitig seinen 15. Meistertitel und gewann überdies auch den Schweizer Cup 2011/12.
In der Saison 2012/13 scheiterte der FC Basel in der Qualifikation zur UEFA Champions League am rumänischen Meister CFR Cluj. Nach einem sehr verhaltenen Start in die Meisterschaft wurde Trainer Heiko Vogel am 15. Oktober 2012 nach weniger als einem Jahr seines Amtes enthoben und durch Murat Yakin ersetzt, der zwischen 2000 und 2006 selbst für den FC Basel gespielt hatte. Aus Aussagen des Präsidenten Bernhard Heusler ging hervor, dass nicht die jüngst durchzogene Leistung der Mannschaft im Vordergrund stand, sondern dass zwischen der Clubleitung und dem Cheftrainer Meinungsdifferenzen bezüglich der strategischen Ausrichtung aufgekommen waren.
Unter seinem neuen Trainer absolvierte der FC Basel die ersten zwölf Heimspiele, ohne ein einziges Gegentor hinzunehmen, und übernahm nach dem 24. Spieltag zum ersten Mal in dieser Saison die Tabellenspitze. Am Ende der Saison gewann der FC Basel zum vierten Mal in Serie die Meisterschaft. Im Cup verlor er dagegen den Final im Elfmeterschiessen mit 3:4 gegen Grasshoppers Zürich.
International konnte die Mannschaft in der UEFA Europa League 2012/13 zum ersten Mal in der Vereinsgeschichte den Einzug in einen Halbfinal eines europäischen Wettbewerbs feiern (Viertelfinalsieg gegen Tottenham Hotspur). Der Finaleinzug wurde verpasst, da der Halbfinal gegen den FC Chelsea verloren ging (Hinspiel in Basel 1:2 und Rückspiel 1:3).
Auch in der darauffolgenden Saison spielte der FC Basel in der UEFA Europa League 2013/14 sehr erfolgreich und erreichte mit einem Sieg gegen den FC Salzburg den Viertelfinal, in dem der Verein auf den FC Valencia traf. Dort scheiterte er durch eine 0:5-Auswärtsniederlage in der Verlängerung, nachdem das Hinspiel in Basel mit 3:0 gewonnen worden war.
Auch national wurde die Saison 2013/2014 ähnlich beendet wie im Vorjahr: Eine Runde vor Schluss sicherte sich der FC Basel erneut den Meistertitel – den fünften in Serie, was Schweizer Rekord darstellte –, hingegen scheiterte der Club erneut im Cupfinal, dieses Mal in der Verlängerung mit 0:2 gegen den FC Zürich.
Einen Tag vor dem letzten Spieltag gab der Club die einvernehmliche Trennung von Trainer Murat Yakin bekannt. Zehn Tage später wurde Paulo Sousa als neuer Trainer vorgestellt.
Am 17. Mai 2015 sicherte sich der FC Basel den Meistertitel der Saison 2014/15 drei Runden vor Schluss und den sechsten Titel in Folge. Im Cupfinal verlor der Club mit 0:3 gegen den FC Sion.
Am 17. Juni 2015 wurde bekannt, dass sich der bisherige Trainer Paulo Sousa zugunsten eines neuen Trainerpostens beim italienischen Erstligisten AC Florenz vom FC Basel trennen werde. Als Nachfolger wurde Urs Fischer vorgestellt, der vom Ligakonkurrenten FC Thun nach Basel wechselte. Fischer unterschrieb einen Vertrag über zwei Jahre mit der Option, diesen um eine weitere Spielzeit zu verlängern. Mit Fischer wurde der FC Basel, der seit der 2. Runde Tabellenführer war, Schweizer Meister 2015/16. Es war der 7. Titel hintereinander. Mit dem Tor von Birkir Bjarnason, der das 2:2 gegen den FC Zürich am 10. April 2016 erzielte, gelang es dem FC Basel, als erster Verein 1'000 Tore seit Einführung der Super League 2003 zu schiessen. Am 28. April 2017 sicherte sich der FCB vorzeitig die Meisterschaft 2017 und somit den achten Titel nacheinander. Am 25. Mai gewann er mit einem Finalsieg gegen den FC Sion auch den Schweizer Cup, womit ihm zum sechsten Mal in der Clubgeschichte das Double gelang. Dieser insgesamt 12. Cupsieg war insofern bemerkenswert, als er gleichzeitig die erste Niederlage des FC Sion im 14. Cupfinal bedeutete.

### 2017–2020: Die Ära Bernhard Burgener
Am 9. Juni 2017 legte Bernhard Heusler das Amt des Präsidenten zurück; als sein Nachfolger wurde Bernhard Burgener gewählt. Ebenfalls im Juni 2017 wurde Marco Streller zum neuen Sportvorstand ernannt. Zuvor, im April 2017, gab die Vereinsführung bekannt, die Saison 2017/18 mit einem neuen Trainer beginnen zu wollen. Nachfolger von Urs Fischer wurde der bisherige Jugendtrainer und ehemalige Profi Raphael Wicky. Unter seiner Führung qualifizierte sich die Mannschaft im Dezember 2017 in der Champions League für das Achtelfinale, nachdem in der Gruppenphase der zweite Platz hinter Manchester United erreicht worden war.
Im Juli 2018 wurde Raphael Wicky nach nur zwei Pflichtspielen in der Saison 2018/19 freigestellt und interimistisch durch Alex Frei und Marco Schällibaum ersetzt. Ausserdem scheiterte man bereits in der 2. Qualifikationsrunde zur Champions League an PAOK Thessaloniki. Auf dieses Duo folgte der ehemalige österreichische Teamchef Marcel Koller. Im ersten Spiel mit Koller als Cheftrainer gegen Grashoppers Zürich konnte der erste Sieg der Saison eingefahren werden. Auch in der Qualifikation zur Europa League scheiterte man. Dort flog der FC Basel aufgrund der Auswärtstorregel gegen den zyprischen Vertreter Apollon Limassol raus. Aufgrund dessen, dass man in der Saison nicht europäisch vertreten war, der Kader jedoch aufgrund der eigentlich geplanten Dreifachbelastung deutlich zu gross war, musste der FC Basel ziemlich hohe Gehälter zahlen, was die finanziellen Möglichkeiten etwas verringerte. Einige Spieler, wie Dimitri Oberlin oder Aldo Kalulu entpuppten sich als Flops. Der FC Basel beendete die Saison wie im Vorjahr hinter den BSC Young Boys als Vizemeister, wurde jedoch zum 13. Mal Schweizer Cupsieger.
Am 14. Juni 2019 trat Marco Streller von seinem Posten als Sportdirektor mit sofortiger Wirkung zurück. Ruedi Zbinden wurde anschliessend als neuer Sportdirektor vorgestellt. Zbinden setzte u. a. auf Talente aus Südamerika. In der Sommertransferphase 2019 verpflichtete der FC Basel mit Omar Alderete, Eric Ramires und Arthur Cabral gleich drei Südamerikaner. Cabral konnte seine Leistung auf den Platz bringen – in 106 Spielen über drei Saisons machte der Brasilianer für die blau-roten 65 Tore. Ramires entpuppte sich jedoch als Flop, da er sich leider immer wieder mit Verletzungen plagte. Er machte nur elf Spiele für den FC Basel. (wettbewerbsübergreifend) Die Saison beendete der FC Basel in der Liga nur auf Platz drei mit 14 Punkten Abstand zu den BSC Young Boys. In der Europa League Saison 2019/20 konnte der FCB positiv auf sich aufmerksam machen, indem man bis ins Viertelfinale vordringen konnte. Endstation war der ukrainische Verein Schachtar Donezk.
Nach nur einem Jahr entschied sich Zbinden, am 18. August 2020 von seinem Posten als Sportdirektor zurückzutreten und um sich die Aufgabe als Chefscout zu fokussieren. Ende September kündigte Burgener selbst an, nicht mehr als Präsident des FC Basel antreten zu wollen.
Zur Saison 2020/21 verliessen mit u. a. Jonas Omlin oder Omar Alderete Leistungsträger den Verein. Während der Saison waren gleich drei Trainer an der Seitenlinie der Baseler: Marcel Koller, Ciriaco Sforza und Patrick Rahmen. Basel trennte sich Ende August von Koller. Anschliessend übernahm Sforza den Posten als Cheftrainer. Der Tiefpunkt in der Ära Sforza kam, als man im Februar im Schweizer Pokal mit 2:6 gegen den Außenseiter FC Winterthur verlor. Kapitän Valentin Stocker liess seinen Unmut freien Lauf und warf Sforza während einem Interview vor, dass man «ohne Konzept» agiere. Als Reaktion darauf wurde Stocker suspendiert und die Kapitänsbinde wurde ihm entzogen. Sforza wurde nach einer 1:2-Heimniederlage gegen den Tabellenletzten FC Vaduz entlassen. Anschließend übernahm Rahmen seinen Posten. Man beendete die Saison mit 53 Punkten auf Platz 2. Wie schon vor zwei Jahren verlor man in der Europa-League-Qualifikation, dieses Mal gegen den bulgarischen Vertreter ZSKA Sofia.

### Seit 2021: die Ära David Degen
Am 11. Mai 2021 einigten sich David Degen und Bernhard Burgener über die Besitzverhältnisse des FC Basel. Der FC Basel sagte dazu folgendes:
„Bernhard Burgener und David Degen sind nach zahlreichen konstruktiven Gesprächen gemeinsam zum Schluss gekommen, dass eine aussergerichtliche Einigung der Besitzverhältnisse und eine geordnete Übergabe die beste Lösung für den FC Basel 1893 ist. Bernhard Burgener hat sich in den Gesprächen von der Nachhaltigkeit des Konzepts von David Degen überzeugt. David Degen hat zugesichert, selbst oder durch Dritte den FCB finanziell zu unterstützen, falls dies notwendig werden wird, und die Aktien nur im Rahmen einer Basler Lösung weiter zu veräussern. Über die weiteren Einzelheiten wurde Stillschweigen vereinbart. [...] David Degen ist nun mit 91.96% der Aktien Mehrheitsheitsaktionär der FC Basel Holding AG.“
Degen verpflichtete zur Saison 2021/22 einige Spieler von Topclubs per Leihe mit Kaufoption. Dadurch konnte man u. a. Spieler, wie Strahinja Pavlovic (AS Monaco), Joelson Fernandes (Sporting Lissabon), Sebastiano Esposito (Inter Mailand) oder den späteren Schweizer Nationalspieler Dan Ndoye (OGC Nizza) ausleihen. Sportlich lief die Saison in etwa gleich wie die vorherige Saison. Man konnte auch dieses Jahr die Saison auf Platz 2 hinter dem Meister FC Zürich beenden. Auch Rahmen hielt es keine gesamte Saison durch. Er wurde am 21. Februar 2022 entlassen und durch Guillermo Abascal interimsweise ersetzt.
Auch in der Saison 2022/23 verfolgte Degen weiterhin den gleichen Plan wie seit seiner Übernahme Mitte 2021. Erneut wurden Spieler, wie z. B. Hugo Nuvoa, Riccardo Calafiori oder der Schweizer Andi Zeqiri von höherklassigen Vereinen ausgeliehen und vereinzelt mit Kaufoption verpflichtet. Mit Marwin Hitz kam zudem ein gestandener Spieler zurück ins «Joggeli». Alex Frei übernahm am Anfang der Saison den Posten als Cheftrainer. Zum 1. Januar 2023 wurde Heiko Vogel als neuer Sportvorstand im «Joggeli» verpflichtet. Jedoch musste Vogel innerhalb von kürzester Zeit selber als Interimstrainer agieren, da wie auch schon seine Vorgänger Frei nicht die gesamte Saison als Cheftrainer in Basel überlebte und Anfang Februar entlassen wurde. Der FC Basel beendete die Saison auf Platz fünf und konnte sich dadurch einen Platz in der Conference-League-Qualifikation erarbeiten. International war der FCB in der Conference League und kam dort bis ins Halbfinale, musste sich aber dort dem AC Florenz n. V. geschlagen geben.
Zur kommenden Saison gab es einen erneuten Umbruch beim FCB. Es wurden Rekordablösesummen für Spieler eingenommen, denn die Verkäufe von u. a. Calafiori, Amdouni, Diouf, Ndoye und Burger spülen zusammen bis zu 75 Millionen Euro in die Kassen. Degen änderte ein wenig seine Transferpolitik und man verpflichtete nun Talente aus dem Ausland. Dadurch wurden Spieler, wie z. B. Renato Veiga oder Adrian Barisic verpflichtet. Jedoch misslang die Strategie völlig und man spielte während der Saison gegen den Abstieg. Marvin Hitz sagte, dass „dass Erfahrung sicher nicht schaden würde“. Als neuer Trainer wurde der Deutsche Timo Schultz verpflichtet, doch sinnbildlich für die Zeit seit 2017 wurde Schultz nach knapp drei Monaten wieder entlassen. Nach der Entlassung von Schultz übernahm erneut der Sportdirektor Vogel interimsweise den Posten als Cheftrainer. Vogel selber wurde Ende Oktober nach einer sportlichen Misere zum Beginn der Saison 2023/24 von seinen Posten als Sportdirektor und als Trainer entbunden. Anschliessend übernahm der Italiener Fabio Celestini. Unter ihm konnte der Supergau vermieden werden und man beendete die Saison auf Platz 8 bzw. auf Platz zwei der Relegationsgruppe. Basel spielte in der Qualifikation zur Conference League, doch die Qualifikation misslang erneut, indem man gegen den kasachischen Vertreter Tobyl Qostanai ausschied.
Zur kommenden Saison blieb Celestini Cheftrainer und es konnte mit Xherdan Shaqiri ein absoluter Publikumsliebling zurück nach Basel geholt werden. Ebenfalls wurden vielversprechende Spieler wie Bénie Traoré, Kevin Carlos und Martin Soticek verpflichtet werden. In dieser Saison zeigte die Leistungskurve des FCB deutlich nach oben und es konnte erstmals seit 2017 wieder ein Meistertitel gefeiert werden. Dabei avancierte Shaqiri zum absoluten Leistungsträger des FCB, wobei er in 32 Spielen 38 Scorerpunkte erzielte (Stand 17. Mai 2025) und damit einen massgeblichen Anteil an der Meisterschaft des FC Basel hatte.

### Eigentümerschaft
Der FC Basel ist im Besitz der FC Basel Holding AG, die über der FC Basel 1893 AG steht und 75 Prozent von ebendieser besitzt. Seit August 2021 ist David Degen mit 40 % Aktienanteilen an der FC Basel Holding AG grösster Anteilshaber, besitzt dementsprechend aber keine absolute Mehrheit der Stimmrechte.

## Stadion

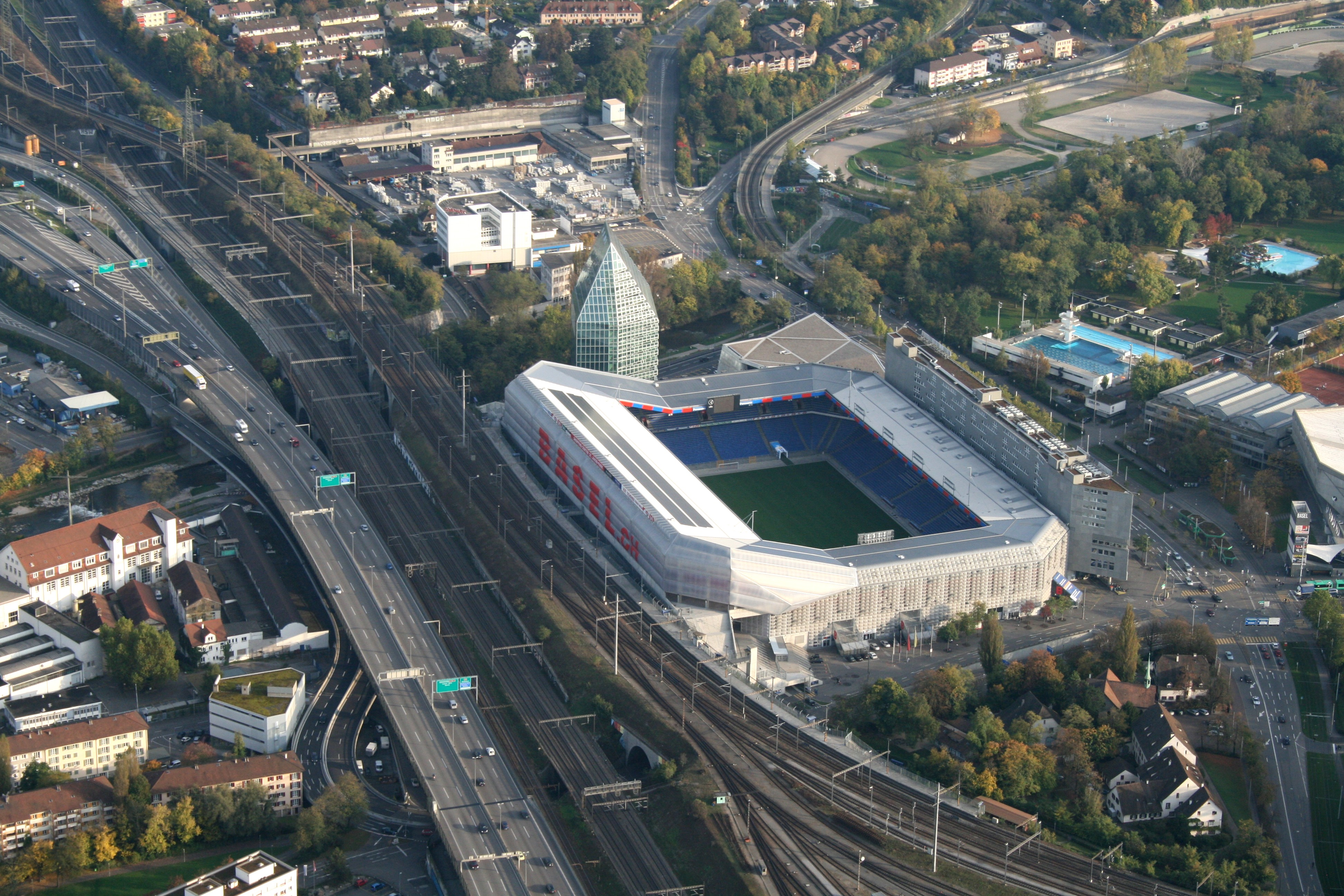
St. Jakob-Park aus der Luft

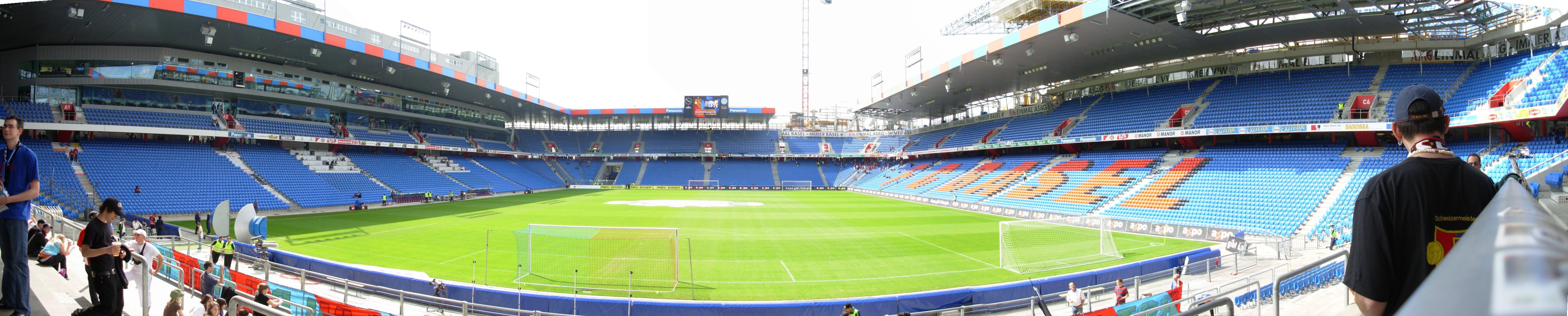
Stadion St. Jakob-Park Innenansicht, während der Bauarbeiten zur Aufstockung der Nordtribüne

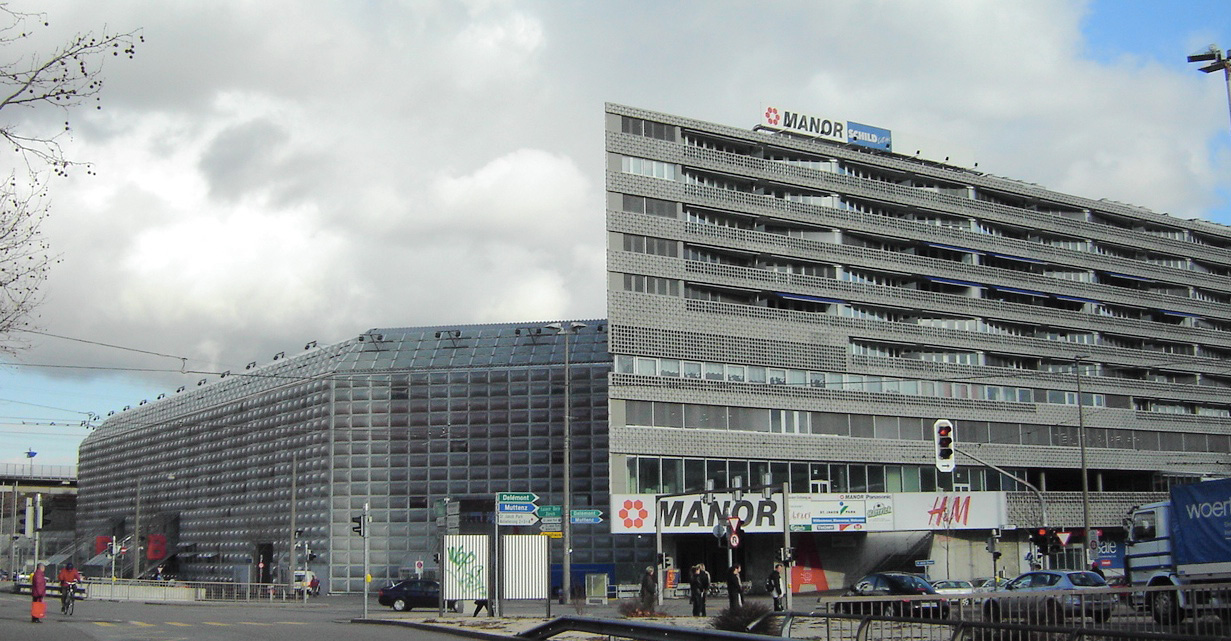
Stadion St. Jakob-Park Aussenansicht, vor der Aufstockung der Nordtribüne

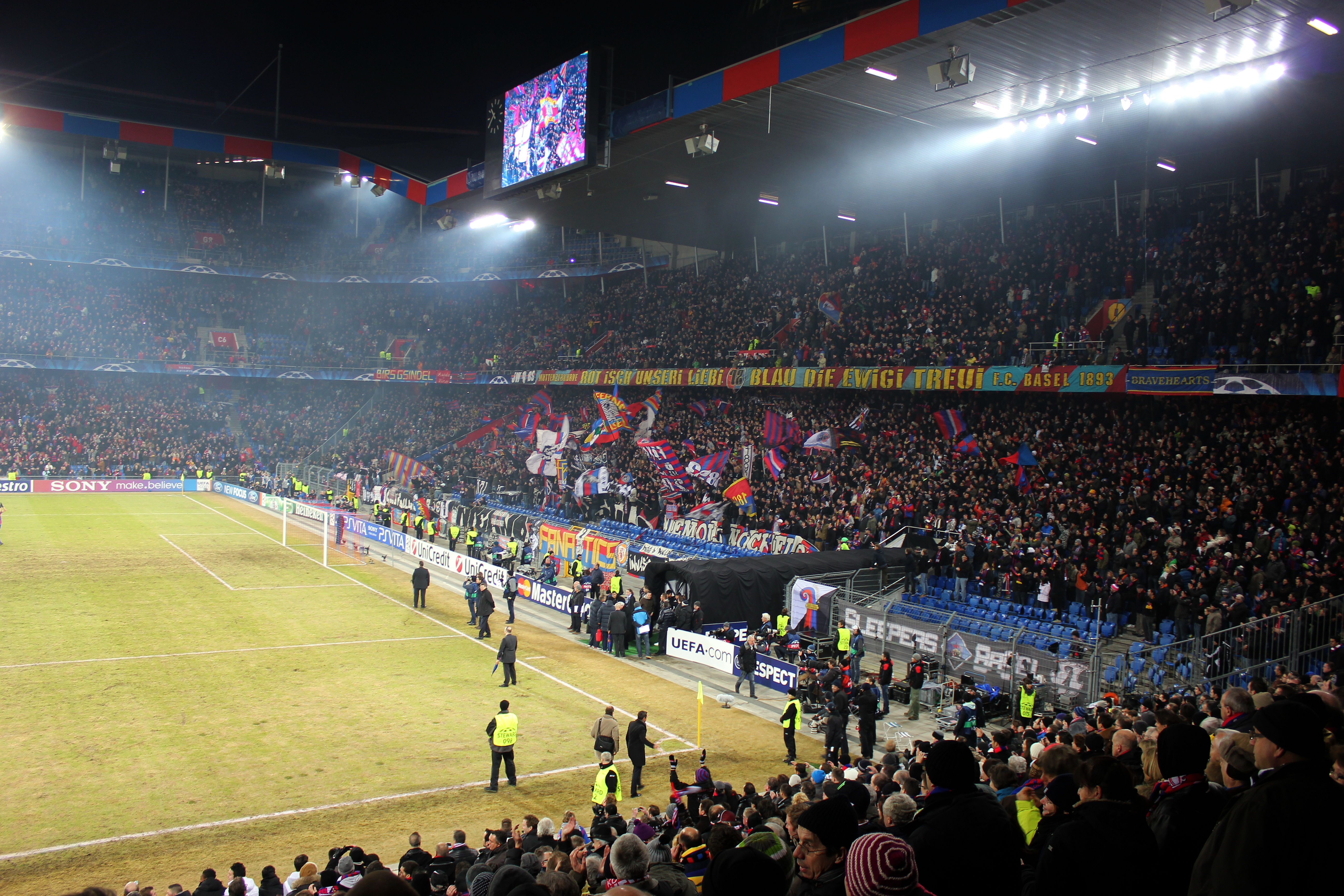
«Muttenzer Kurve» beim Achtelfinal-Hinspiel der UEFA Champions League 2011/12 gegen den FC Bayern München am 22. Februar 2012 (1:0)

Der FC Basel spielt seine Heimspiele im St. Jakob-Park, umgangssprachlich «Joggeli» genannt.
Ursprünglich war der FC Basel auf dem Landhof beheimatet. Für die Weltmeisterschaft von 1954 wurde im St. Jakob ein neues Fussballstadion gebaut. Der FC Basel blieb aber bis 1967 weiterhin auf dem Landhof. Erst als nach der Verpflichtung von Helmut Benthaus als Spielertrainer der sportliche Aufstieg begann und die Zuschauerzahlen zunahmen, wechselte man 1967 ins St. Jakob-Stadion.
Das St. Jakob-Stadion von 1954 war ursprünglich für eine Zuschauerzahl von 54'828 ausgelegt. Da das Stadion aber hauptsächlich aus Stehplätzen bestand, war diese Zahl nicht fest, und so wurde denn auch zweimal vor 60'000 Zuschauern gespielt. Zuletzt wurde die Zuschauerzahl auf 36'000 limitiert.
Von 1999 bis 2001 wurde das alte Stadion abgerissen und durch ein neues ersetzt, die Eröffnung war am 15. März 2001. Das neue Stadion wurde vom Architekturbüro Herzog & de Meuron geplant. Ursprünglich fasste das neue Stadion 34'000 Zuschauer (alles Sitzplätze). Für die Europameisterschaft 2008 wurde es ausgebaut und wurden die Sitzplätze verdichtet, so dass es in dieser Zeit 42'500 Zuschauern Platz bot. Nach der EM wurde die Sitzplatzverdichtung wieder rückgängig gemacht. Heute fasst das Stadion 38'512 Zuschauer.
Nach dem Unglück im Hillsborough-Stadion von Sheffield vom 15. April 1989 hatten FIFA und UEFA Stehplätze in Fussballstadien verboten. Die Abschaffung der Stehplätze wurde aber von den Fans kritisiert. Man löste das Dilemma so, dass auf einem Teil der Tribüne (der «Muttenzerkurve») weiterhin Stehplätze bestehen und nur für internationale Spiele jeweils temporär Sitze montiert werden.
Der offizielle Name des neuen Stadions lautet «St. Jakob-Park» (sic, ohne Fugen-s), umgangssprachlich heisst es aber weiterhin einfach «Joggeli». «Joggi» ist der Basler Dialektausdruck für Jakob, «Joggeli» sein Diminutiv.

## Fans
Die eingefleischten Fans des FC Basel finden sich im Stadion in der sogenannten «Muttenzerkurve». Im engeren Sinn wird damit der D-Sektor im Stadion bezeichnet, der sich hinter dem östlich liegenden Tor befindet, im weiteren Sinn umfasst der Begriff aber auch die Basler Fanszene. Deren Anhänger finden sich im D-Sektor zusammen. Der Begriff «Muttenzerkurve» setzt sich aus der geografischen Lage der Ein-/Ausgänge in den Fansektor (diese liegen in Richtung der Gemeinde Muttenz) sowie der Bezeichnung «Kurve» zusammen. Letzteres ist eine für Fussball-Fankurven übliche Endung und stammt von der ovalen Form des Sektors hinter dem Tor, die in den früher häufiger vorkommenden Leichtathletikstadien üblich war. So beziehen sich etwa die Fanszene des FC Zürich, die «Südkurve», oder diejenige der Berner Young Boys, die «Ostkurve», auf dieselbe Endung. Für Schweizer Verhältnisse ist diese Szene ausserordentlich gross (ca. 10'000 Personen).
Die «Muttenzerkurve» verfügt über eine Website, auf der sie eigene Aktionen dokumentiert, zu Initiativen oder Boykotten aufruft sowie generell ihre Meinung veröffentlicht. Beiträge sind in Blog-Form und jeweils im Namen der Gruppe verfasst, einzelne Autoren werden nicht genannt. Die Sprache ist Basler Mundart. Des Weiteren produziert die Kurve das Magazin «Schreyhals», das an Heimspiel-Tagen kostenlos an Matchbesucher verteilt wird. Der «Schreyhals» wird über freiwillige Zuwendungen finanziert. Geraten Anhänger im Rahmen eines Fussballspiels mit dem Gesetz in Konflikt, bietet die «Muttenzerkurve» den Betroffenen Rechtshilfe an.
Auch auf weiteren Websites ist die Fanszene sehr präsent, u. a. auf denjenigen der verschiedenen offiziellen und inoffiziellen Fanclubs sowie im «FCB-Forum», einem der meistbesuchten Fussballforen der Schweiz. An den Spielen fallen diese durch ihre Choreografien und Sprechgesänge positiv auf.
Gelegentlich macht die Kurve jedoch auch negative Schlagzeilen. Sei es, dass sich einzelne Exponenten an Auswärtsspielen nicht zu benehmen wissen oder dass es zu Ausschreitungen und Schlägereien mit den Fans der Gastmannschaft kommt. Im letzten Meisterschaftsspiel gegen den FC Zürich in der Saison 2005/06 kam es zu schweren Ausschreitungen im und später rund ums Stadion. Der FC Basel wurde daraufhin zu zwei Geisterspielen verurteilt und musste zudem für das dritte, vierte und fünfte Heimspiel die Muttenzerkurve schliessen.
Als erster Fussballclub der Schweiz verfügt der FC Basel über ein eigenes Internetradio. Von Juli 2008 bis Februar 2020 übertrug das «FCB Live Radio» nahezu alle Spiele des FC Basel im Web. Seit Februar 2020 kommentiert «Radio Rotblau» die Spiele des FC Basel. Das Webradio überträgt die Spiele verzögerungsfrei ins Netz, und zwar mit Audiodeskription, sodass auch sehbehinderte und blinde Fussballfans im Stadion dem Geschehen folgen können.
Der FC Basel pflegt eine Fanfreundschaft mit Eintracht Braunschweig, früher auch mit Austria Wien.

## Erfolge

### Meisterschaftserfolge
- Schweizer Meister (21): 1953, 1967, 1969, 1970, 1972, 1973, 1977, 1980, 2002, 2004, 2005, 2008, 2010, 2011, 2012, 2013, 2014, 2015, 2016, 2017, 2025

### Cuperfolge
- Schweizer Cupsieger (14): 1933, 1947, 1963, 1967, 1975, 2002, 2003, 2007, 2008, 2010, 2012, 2017, 2019, 2025
- Schweizer Cupfinalist (10): 1942, 1944, 1970, 1972, 1973, 1982, 2013, 2014, 2015, 2020
- Schweizer Ligacupsieger (1): 1973
- Uhrencupsieger (13): 1969, 1970, 1978, 1979, 1980, 1983, 1986, 1988, 2003, 2006, 2008, 2011, 2013

### Internationale Erfolge
- Champions-League-Teilnahmen: 2002/03 (Zwischenrunde), 2008/09, 2010/11, 2013/14 (jeweils Gruppenphase), 2011/12, 2014/15, 2017/18 (jeweils Achtelfinal)
- UEFA-Europa-League-Halbfinalist: 2012/13
- UEFA-Europa-Conference-League-Halbfinalist: 2022/23
- UI-Cup-Finalist: 2001
- Alpencupsieger: 1969, 1970, 1981

### Ehrungen
- Schweizer Sportler (Team) des Jahres: 2002, 2012

## Sonstige Statistiken
- Der FC Basel liegt derzeit (Ende Saison 2020/21) auf dem 3. Rang der ewigen Tabelle der Super League.
- Ende 2013 erreichte der FC Basel mit dem 7. Rang erstmals die Top Ten der IFFHS-Clubweltrangliste, in die alle Pflichtspiele einer Mannschaft einfliessen.
- In der Saison 2013/14 gewann der FC Basel zum fünften Mal in Folge den Titel als Schweizer Meister. Damit brach der Verein den Rekord des BSC Young Boys aus dem Jahr 1960.

## Die 1. Mannschaft

### Aktuelles Kader der Saison 2025/26
Stand: 15. August 2025

Profispieler des FC Basel, die an einen anderen Club ausgeliehen sind, werden nicht aufgeführt.
| Nr.          | Nat.                                   | Spieler             | Im Verein seit | Letzter Verein          |          |          |
| Torhüter     | Torhüter                               | Torhüter            | Torhüter       | Torhüter                | Torhüter | Torhüter |
| ------------ | -------------------------------------- | ------------------- | -------------- | ----------------------- | -------- | -------- |
| 1            | Schweiz                                | Marwin Hitz         | 2022           | Borussia Dortmund       |          |          |
| 13           | Schweiz                                | Mirko Salvi         | 2022           | Yverdon Sport FC        |          |          |
| 16           | Schweiz                                | Tim Spycher         | 2022           | Eigene Jugend           |          |          |
| 47           | Deutschland                            | Tim Pfeiffer        | 2024           | Eigene Jugend           |          |          |
| Verteidigung |                                        |                     |                |                         |          |          |
| 3            | Schweiz                                | Nicolas Vouilloz    | 2024           | Servette FC             |          |          |
| 6            | Japan                                  | Keigo Tsunemoto     | 2025           | Servette FC             |          |          |
| 25           | Niederlande                            | Finn van Breemen    | 2023           | ADO Den Haag            |          |          |
| 26           | Bosnien und Herzegowina Kroatien       | Adrian Leon Barisic | 2023           | NK Osijek               |          |          |
| 27           | Schweiz Kamerun                        | Kevin Rüegg         | 2023           | Hellas Verona           |          |          |
| 29           | Frankreich Mali                        | Moussa Cissé        | 2024           | VfB Stuttgart           |          |          |
| 31           | Schweiz                                | Dominik Schmid      | 2023           | Grasshopper Club Zürich |          |          |
| 32           | Ghana                                  | Jonas Adjetey       | 2023           | Berekum Chelsea         |          |          |
| 43           | Schweiz Nigeria                        | Marvin Akahomen     | 2024           | Eigener Nachwuchs       |          |          |
| Mittelfeld   |                                        |                     |                |                         |          |          |
| 5            | Brasilien Kongo Demokratische Republik | Metinho             | 2025           | ES Troyes AC            |          |          |
| 8            | Frankreich                             | Koba Koindredi      | 2025           | Sporting Lissabon       |          |          |
| 10           | Schweiz Kosovo                         | Xherdan Shaqiri     | 2024           | Chicago Fire            |          |          |
| 14           | Serbien                                | Andrej Bacanin      | 2025           | FK Čukarički            |          |          |
| 18           | Ghana                                  | Emmanuel Essiam     | 2022           | Berekum Chelsea         |          |          |
| 22           | Frankreich                             | Léo Leroy           | 2024           | HSC Montpellier         |          |          |
| 28           | Schweiz Kosovo                         | Dion Kacuri         | 2024           | Grasshopper Club Zürich |          |          |
|              | Deutschland Nigeria                    | Adriano Onyegbule   | 2022           | RB Leipzig U17          |          |          |
|              | Frankreich Neukaledonien               | Koba Koindredi      | 2025           | Sporting Lissabon       |          |          |
| Stürmer      |                                        |                     |                |                         |          |          |
| 7            | Nigeria                                | Philip Otele        | 2025           | Al-Wahda                |          |          |
| 11           | Elfenbeinküste                         | Bénie Traoré        | 2024           | Sheffield United        |          |          |
| 17           | Deutschland                            | Moritz Broschinski  | 2025           | VfL Bochum              |          |          |
| 19           | Kroatien                               | Marin Soticek       | 2024           | NK Lokomotiva Zagreb    |          |          |
| 23           | Schweiz Albanien                       | Albian Ajeti        | 2024           | Gaziantep FK            |          |          |
| 30           | Deutschland                            | Anton Kade          | 2022           | Hertha BSC              |          |          |
| 33           | Argentinien                            | Juan Carlos Gauto   | 2023           | CA Huracán              |          |          |
| 39           | Schweiz Kamerun                        | Junior Zé           | 2023           | Eigener Nachwuchs       |          |          |
| 40           | Schweiz                                | Agon Rexhaj         | 2025           | Eigener Nachwuchs       |          |          |
| 46           | Brasilien                              | Kaio Eduardo        | 2025           | Capivariano FC          |          |          |

## Weitere Mannschaften
Neben der Profimannschaft verfügt der FC Basel über weitere Mannschaften.

### Nachwuchs
Gesamtverantwortlicher der Nachwuchsabteilung ist seit Januar 2020 Percy van Lierop. Die Nachwuchsabteilungen sind wie die erste Mannschaft mitunter sehr erfolgreich. In der Saison 2011/2012 beispielsweise stieg die U21 in die 1. Liga Promotion auf, wurden die U18 Schweizer Meister, die U16 Schweizer Meister und Cupsieger, die U15 Gruppenerster und die U14 und U17 je Gruppenzweiter.
Auf den Stufen FE-12, FE-13 und FE-14 tritt der FC Basel mit seinen Partnervereinen BSC Old Boys und FC Concordia sowie dem FVWNS als Team Basel auf.

#### FC Basel U21
Die zweite Mannschaft des FC Basel (U21) spielt seit der Einführung in der Saison 2012/13 in der Promotion League (dritthöchste Spielklasse). Zuvor spielte die Mannschaft in der 1. Liga und gewann von 2007 bis 2009 dreimal hintereinander die Meisterschaft der Gruppe 2. Da die Regelung des Schweizerischen Fussballverbands vorsah, dass die U21-Mannschaften von Profiteams maximal in der dritthöchsten Liga spielen dürfen, konnte man nicht an den Aufstiegsspielen für die Challenge League teilnehmen.
Immer wieder schafften Spieler der Amateurmannschaft den Sprung in das Kader der Profimannschaft, wurden später dort Stammspieler und Nationalspieler, so unter anderem Valentin Stocker, Fabian Frei, Granit Xhaka, Xherdan Shaqiri, Breel Embolo oder Yann Sommer.

#### FC Basel U19
Die U19-Mannschaft des FC Basel nahm an der NextGen Series 2011/12 teil. Gegner waren Tottenham Hotspur, PSV Eindhoven und Inter Mailand, der FC Basel schied in der Gruppenphase aus. Das Kader des FCB U19 besteht aus den jüngeren Spielern der U21 und einem Teil der U18.

#### Weitere Nachwuchsteams
- U18
- U17
- U16
- U15
- FE-14
- FE-13
- FE-12
- E-11
- E-10

### Frauen

#### Women’s Super League
Das Frauenteam spielt in der Women’s Super League.

#### Nachwuchsteams
- U15
- U17
- U19

#### FC Basel Beachsoccer
Die FCB-Beachsoccer-Mannschaft spielte in der SBS League A. Die Aktivitäten im Beachsoccer wurden im Jahr 2012 eingestellt.

### FC Basel eSports
Seit 2017 stehen beim FC Basel FIFA-eSportler unter Vertrag. Einer der E-Sportler, Florian Müller, alias CodyDerFinisher, wurde dabei Vizeweltmeister auf der Xbox am FIFA Interactive World Cup 2017. Tim Katnawatos, alias TheStrxngeR, konnte die Virtuelle Bundesliga 2018 gewinnen und zusätzlich die ESL Wintermeisterschaft. Nicolas Villalba, alias Nicolas99fc, der seit Oktober 2018 unter Vertrag steht, wurde in seiner ersten Saison überlegener Weltranglisten-Erster und Vizeweltmeister auf der PlayStation.
Luca Boller, alias LuBo, der im Oktober 2018 erster Schweizer Vollzeit-FIFA-eSportler wurde, gewann 2017 (1vs1) und 2019 (2vs2) die Schweizer Meisterschaft. Und Leandro Curty, alias Dufty80, sicherte sich 2020 den Titel des Schweizer Meisters im eins gegen eins.

## Personen

### Herausragende Spieler und Trainer
Einige wenige Spieler und Trainer des FC Basel gelten bei den Anhängern infolge ihrer langjährigen und grossen Verdienste für den Verein als unvergesslich, zum Teil auch Jahrzehnte nach Karriereende. Einen besonderen Status haben deswegen beispielsweise
- Josef Hügi (Spieler 1948–1962)
- Karl Odermatt (Spieler 1962–1975, Interimstrainer 1992)
- Helmut Benthaus (Spielertrainer 1965–1971, Trainer 1971–1982, 1985–1987)
- Ottmar Hitzfeld (Spieler 1971–1975)
- Massimo Ceccaroni (Spieler 1987–2002, Nachwuchstrainer 2013–2021, Verwaltungsratsmitglied 2017–2021)
- Alexander Frei (Spieler 1995–1998, 2009–2013, Nachwuchstrainer 2015–2020, Verwaltungsratsmitglied 2017–2019, Trainer 2022–2023)
- Oliver Kreuzer (Spieler 1997–2002, Manager 2002–2005)
- Benjamin Huggel (Spieler 1998–2005, 2007–2012, Trainerassistent U-21 seit 2012)
- Christian Gross (Trainer 1999–2009)
- Scott Chipperfield (Spieler 2001–2011)
- Ivan Ergić (Spieler 2000–2009)
- Franco Costanzo (Spieler 2006–2011)
- Marco Streller (Spieler 2000–2004, 2007–2015, Sportdirektor 2017–2019)
- Matías Delgado (Spieler 2003–2006, 2013–2017)

Siehe auch: Liste der Spieler des FC Basel

### Präsidenten
- 1893–1896 Roland Geldner
- 1896–1896 Emanuel Schiess
- 1896–1899 Charlie Volderauer
- 1900–1901 Ernst Alfred Thalmann
- 1901–1902 Emanuel Schiess
- 1902–1902 Ernst Alfred Thalmann
- 1902–1903 Josy Ebinger
- 1903–1907 Ernst Alfred Thalmann
- 1907–1908 Siegfried Pfeiffer
- 1908–1913 Ernst Alfred Thalmann
- 1913–1913 Karl Ibach
- 1913–1914 C. A. Hintermann
- 1914–1915 Ernst Alfred Thalmann
- 1915–1915 Philipp Leichner
- 1915–1918 Franz Rinderer
- 1918–1919 August Rossa
- 1919–1920 Bernard Klingelfuss
- 1920–1921 Franz Rinderer
- 1921–1922 Carl Burkhardt
- 1922–1925 Karl Ibach
- 1925–1926 Carl Burkhardt
- 1926–1927 Franz Rinderer
- 1927–1927 Karl Ibach
- 1927–1927 Karl Junker
- 1927–1929 Hans Rupprecht
- 1929–1931 Otto Kuhn
- 1931–1936 Franz Rinderer
- 1936–1939 Emil Junker
- 1939–1944 Albert Besse
- 1944–1946 Emil Junker
- 1946–1959 Jules Düblin
- 1959–1962 Ernst Weber
- 1962–1966 Lucien Schmidlin
- 1966–1970 Harry Thommen
- 1970–1976 Félix Musfeld[53]
- 1976–1980 René Theler
- 1980–1982 Pierre Jacques Lieblich
- 1982–1983 Roland Rasi
- 1983–1986 Urs Gribi
- 1986–1987 Peter Max Sutter
- 1987–1992 Charles Röthlisberger
- 1992–1996 Peter Epting
- 1996–2002 René C. Jäggi
- 2002–2006 Werner Edelmann
- 2006–2011 Gisela Oeri
- 2012–2017 Bernhard Heusler
- 2017–2021 Bernhard Burgener
- 2021–0000 Reto Baumgartner

Seit 2012 ist Gisela Oeri Ehrenpräsidentin, seit 2017 Bernhard Heusler.

### Trainer
- 1913–1914 Percy Humphreys
- 1919–1922 Walter Dietrich
- 1922–1923 Max Breunig
- 1928–1930 Gyula Kertész
- 1930–1931 Gustav Putzendopler
- 1932–1932 Otto Haftl
- 1932–1933 Karl Kurz
- 1934–1934 Josef Haist
- 1934–1935 Richard Dombi
- 1935–1936 Alwin Riemke
- 1936–1937 Heinrich Körner
- 1937–1939 Fernand Jaccard
- 1939–1939 Walter Dietrich
- 1939–1940 Max Galler
- 1940–1943 Eugen Rupf
- 1943–1944 Willy Wolf
- 1944–1946 Max Barras
- 1946–1947 Anton Schall
- 1947–1952 Ernst Hufschmid
- 1952–1955 Willy Dürr und René Bader
- 1955–1957 Béla Sárosi
- 1957–1958 Rudolf Strittich
- 1958–1959 René Bader
- 1959–1961 Jenő Vincze
- 1961–1965 Georges Sobotka
- 1965–1982 Helmut Benthaus
- 1982–1983 Rainer Ohlhauser
- 1983–1984 Ernst-August Künnecke
- 1985–1985 Emil Müller
- 1985–1987 Helmut Benthaus
- 1987–1989 Urs Siegenthaler (Juli–November)
- 1989–1992 Ernst-August Künnecke (November–Juli)
- 1992–1992 Bruno Rahmen und Karl Odermatt
- 1992–1993 Friedel Rausch
- 1993–1995 Claude «Didi» Andrey (Juli–Oktober)
- 1995–1995 Oldrich Svab (Oktober–November)
- 1995–1997 Karl Engel (November–März)
- 1997–1997 Heinz Hermann
- 1997–1997 Salvatore Andracchio
- 1997–1997 Jörg Berger (Juli–Oktober)
- 1997–1997 Salvatore Andracchio (Oktober–Dezember)
- 1997–1999 Guy Mathez (Dezember–Mai)
- 1999–1999 Marco Schällibaum (Mai–Juli)
- 1999–2009 Christian Gross
- 2009–2011 Thorsten Fink
- 2011–2012 Heiko Vogel
- 2012–2014 Murat Yakin
- 2014–2015 Paulo Sousa
- 2015–2017 Urs Fischer
- 2017–2018 Raphael Wicky
- 2018–2018 Alexander Frei (interimistisch)
- 2018–2020 Marcel Koller
- 2020–2021 Ciriaco Sforza
- 2021–2022 Patrick Rahmen
- 2022–2022 Guillermo Abascal (interimistisch)
- 2022–2023 Alexander Frei
- 2023 Heiko Vogel (interimistisch)
- 2023 Timo Schultz
- 2023 Heiko Vogel (interimistisch)
- 2023–2025 Fabio Celestini
- seit 2025 Ludovic Magnin

## Clubfarben des FC Barcelona
Eine Legende besagt, dass der Zürcher Hans „Joan“ Gamper, der 1899 dte die treibende Kraft zur Gründung des FC Barcelona war, die Clubfarben des FC Basel für den neugegründeten FC Barcelona übernommen habe. Belege dafür gibt es aber keine. Gamper war 1896 Mitgründer und erster Captain des FC Zürich und von dessen Vorgängerverein Excelsior (der in Rot-Blau gespielt haben soll) zwei Jahre davor. In der Gründerzeit war es für die aktivsten Förderer des Fussballs üblich, im Rahmen von Freundschaftsbesuchen einzelne Partien für fremde Mannschaften zu spielen. Gamper spielte in diesem Zusammenhang einzelne Partien für mehrere Schweizer Vereine, unter anderem auch zwei für den FC Basel gegen Mulhouse und Strassburg. 1897 zog Gamper nach Lyon. 1898 wurde er bei seiner zwischenzeitlichen Rückkehr wieder aktiv im FC Zürich und dort zum Ehrenmitglied ernannt. Im selben Jahr zog er auf Drängen seines Vaters nach Barcelona. Zur Wahl der Clubfarben des FC Barcelona gibt es verschiedene Theorien. Der FC Barcelona selbst geht heute davon aus, dass sie vom Rugby-Team Merchant Taylors in der Nähe von Liverpool stammen.

## Film
- Wir sind dir treu (2005) – Dokumentationskurzfilm von Michael Koch